# Radobyčice
Radobyčice jsou vesnice a část statutárního města Plzeň v okrese Plzeň-město v Plzeňském kraji. Nachází se na jihu města. Protéká zde řeka Úhlava a lze zde nalézt knihovnu i hostinec Sokol Radobyčice. Radobyčice jsou také název katastrálního území o rozloze 5,69 km².

## Historie
Na území vesnice se nacházelo v lokalitě Na Valu pravěké hradiště, jehož existence byla prokázaná nálezy keramiky z pozdní doby bronzové a pozdní době halštatské. Jeho případné pozůstatky byly roku 1930 zničeny výstavbou rodinných domů.

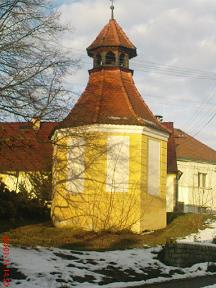
Kaplička v Radobyčicích

První písemná zmínka o vesnici pochází z roku 1418, kdy zde bylo prvních 15 zemědělských usedlostí. Do roku 1848 byly Radobyčice v majetku bohatého statkáře. Radobyčice byly přiškoleny a přifařeny spolu s dalšími obcemi k Liticím. V roce 1850 zde bylo 43 domů, z toho 30 kamenných. V roce 1900 zde v 61 domech žilo 423 obyvatel a v roce 1970 již 607 obyvatel v 172 domech.
Již od roku 1866 byla zahájena stavba budovy, která až do roku 1963 sloužila jako základní škola. Jako zakladatel je považován Josef Kůs. Již v roce 1909 však začala výstavba nové školy, která byla dokončena v roce 1910. Od roku 1947 byla ve stejné budově zřízená i mateřská škola, která fungovala až do roku 1986. Základní škola ukončila provoz dříve a to v roce 1963. V roce 1999 začala budova nové školy sloužit jako Domov pro matky s dětmi.
Jednou z nejcennějších staveb je kaplička na návsi z roku 1776. V roce 1924 byl v obci slavnostně odhalen pomník padlým vojínům. Dne 23. března 1927 vypukl ve zdejším mlýně požár. Mlýn byl značně poškozený a samotná mlýnice byla zcela zničená. Pozůstatky požáru jsou patrné dodnes.
V roce 1915 byla vesnice elektrifikována. Od roku 1923 byla spojena s Plzní pravidelnou autobusovou linkou Plzeň–Předenice a od roku 1953 linkou městské hromadné dopravy.

### Povodně 2002
V roce 2002 zasáhla vesnice povodeň, která se v historii České republiky řadí mezi ty nejničivější. Koryto řeky již nebylo schopné pojmout takové množství vody a Úhlava se vylila do blízkého okolí. Radobyčice byly zasaženy až tzv. druhou povodňovou vlnou spolu se zbytkem Plzně a městy Strakonice, Klatovy nebo Písek. V obci byla kompletně zatopena ulice Pod Skalou, která se nachází takřka souběžně s řekou Úhlavou a z velké části byl zatopen i Valcovský mlýn.
V roce 2012 začala výstavba protipovodňového valu právě v ulici Pod Skalou, která byla v této vesnici nejvíce zasažena povodní. Protipovodňový val by měl zamezit rozlití řeky Úhlavy i v případě, že se bude jednat o tak ničivou povodeň jako v roce 2002. Jeho stavba byla úspěšně dokončena ještě téhož roku, nebyl však zkolaudován z důvodu technické chyby při samotné stavbě. Val již ukázal, že je zde umístěný oprávněně a hned v roce 2012 zabránil záplavě rodinných domů opět v ulici Pod Skalou.

## Obyvatelstvo
| Rok            | 1869 | 1880 | 1890 | 1900 | 1910 | 1921 | 1930 | 1950 | 1961 | 1970 | 1980 | 1991 | 2001 | 2011 | 2021  |
| -------------- | ---- | ---- | ---- | ---- | ---- | ---- | ---- | ---- | ---- | ---- | ---- | ---- | ---- | ---- | ----- |
| Počet obyvatel | 340  | 367  | 402  | 423  | 597  | 592  | 645  | 570  | 598  | 607  | 602  | 555  | 570  | 890  | 1 476 |
| Počet domů     | 52   | 58   | 60   | 61   | 75   | 79   | 118  | 157  | 157  | 172  | 178  | 213  | 219  | 300  | 496   |

## Obecní správa
Při sčítání lidu v letech 1850–1949 byly Radobyčice samostatnou obcí v okrese Plzeň. V letech 1949–1964 byly osadou statutárního města Plzeň v okrese Plzeň-město. Od 14. června 1964 do 29. dubna 1976 byly částí obce Černice v okrese Plzeň-jih. Od 30. dubna 1976 jsou opět částí statutárního města Plzeň v okrese Plzeň-město.

## Zajímavosti
- V obci se nachází historicky významná kaple Panny Marie Fatimské, postavená v roce 1776, která je zařazena mezi kulturní památky ČR.
- Podle archeologů a pracovníků zabývajících se historií dnešní ulice Dlážděná sloužila jako hlavní cesta na hrad Radyně, který nechal postavit Karel IV.
- Valcovský mlýn, který pochází pravděpodobně již z 15. století
- Lidová architektura – selská stavení a venkovské usedlosti (některá z nich zapsána jako kulturní památka ČR)
- V roce 2016 zde zahájil činnost minipivovar[8]